# グローバル交通

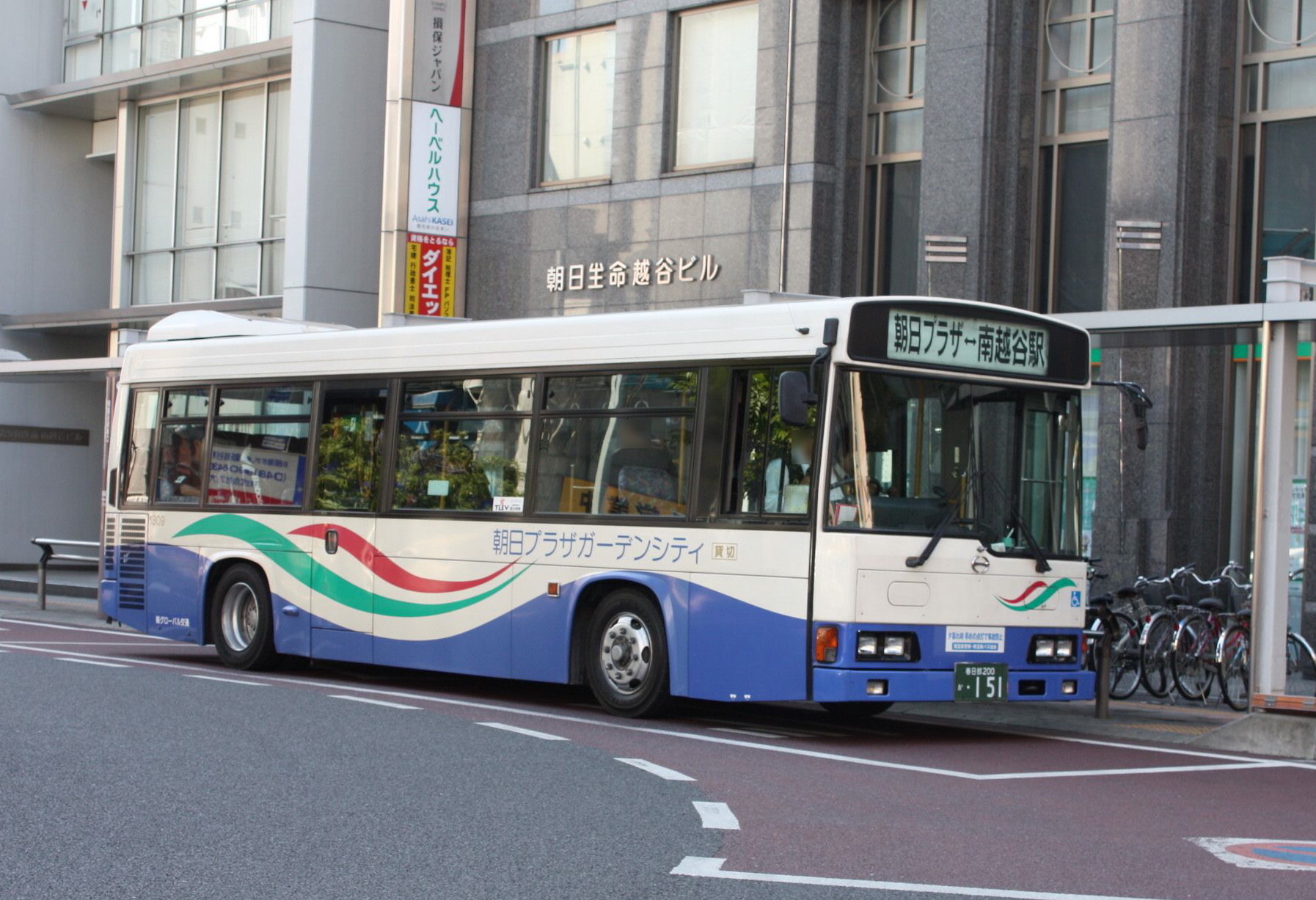
グローバル交通の特定車
朝日プラザガーデンシティ新越谷線
日野・レインボーHR（10.5m車）

株式会社グローバル交通（グローバルこうつう）は、埼玉県吉川市に本社を置くバス事業者である。乗合バス・特定バス事業を行っている。かつては貸切バス事業も行っていた。
日本バス協会傘下の一般社団法人埼玉県バス協会会員。

## 事業所
- 本社：埼玉県吉川市中島3丁目63番地
- 松伏営業所：埼玉県北葛飾郡松伏町大字松伏3076-1

## 沿革
- 2004年（平成16年）6月18日 : 会社設立。
- 2005年（平成17年）10月 : 飯島興業から越谷流通団地線を譲受。
- 2008年（平成20年）9月 : 越谷流通団地線が特定・一般混合路線に変更される。
- 2009年（平成21年）4月 : 飯島興業から三郷線他2路線を譲受。
- 2010年（平成22年）3月 : 蒲生駅 - 新越谷駅線を開業。
- 2012年（平成24年）3月 : 吉川美南駅 - メディカルマイ・吉川駅線を開業。
- 2018年（平成30年）
  - 3月31日：南越谷駅 - 流通団地線（特定輸送）を廃止。
  - 5月 : 三郷線で2011年から続けてきた運行時刻を、三郷駅行き・新三郷駅行きともに減便。
  - 10月 : 三郷線で5月に続き減便。
  - 11月 : 運転手不足のため、三郷線で3回目となる減便。平日は1時間に概ね1本の運行となり、土休日は1日10本となる。
  - 12月18日：一般乗合旅客自動車運送事業者の法令違反により行政処分を受ける[2]。道路運送車両法第58条第1項違反（無車検運行）など6項目の法令違反により180日車の使用停止処分[2]。
- 2019年（平成31年/令和元年）
  - 2月4日：運転手不足のため三郷線でさらに減便。主な運行区間がピアラシティから三郷中央駅までとなり、新三郷駅からピアラシティまでと、三郷駅から三郷中央駅までの区間は、平日早朝の1便のみとなる。
  - 3月27日：運転手の大量退職により、三郷線以外の路線も減便。
  - 6月：三郷線・蒲生線の廃止届を関東運輸局へ提出[3]。
  - 8月：運転手の大量退職・乗客数の減少等により、2019年12月31日をもって、三郷線・蒲生線の運行を廃止することとなる。
  - 10月15日：路線バスの運賃支払いがQRコード決済のPayPayに対応。
  - 12月31日：三郷線・蒲生線の3系統（三-01・TX-01・南-02）が、この日の運行をもって廃止[4]。吉川市内の路線・越谷流通団地循環線（平日の朝夕のみ運行）の路線だけが残ることとなる。
- 2020年（令和2年）
  - 3月5日：一般貸切旅客自動車運送事業者の道路運送法第40条の規定に基づく、同法第4条の許可の取消し処分を受ける[5]。
  - 5月：許可取消し処分を受け、貸切バス事業を廃止し、特定バス事業へ切り替える。
  - 12月1日：新型コロナウイルス感染症の影響による利用者の減少に伴い、吉川駅発着路線（吉-01・吉-02系統）で減便。
- 2024年（令和6年）
  - 4月1日：吉川美南駅 - 吉川市役所線を開業[6]。
  - 6月18日：会社創立20周年を迎える。

## 路線バス

### 現行路線
- 吉川線（メディカルマイ線）
  - 吉-01：吉川駅北口 - 中央公民館入口 - 中野 - 工業団地中央 - 中井（JA前） - 吉川市役所 - 総合体育館前 - メディカルマイ

- 小松川工業団地循環線
  - 吉-02：吉川駅北口 - 中央公民館入口 - 中野 - 木売新田入口 - 工業団地 - なまずの里公園 - 南中学校前 - 中央公民館入口 - 吉川駅北口
  - 吉川駅発平日16時以降（休日9時以降）は、上記の逆順（なまずの里公園先回り）となる。

- 越谷流通団地循環線
  - 南-01：新越谷駅東口 - 流通団地公園 - 新越谷駅東口
  - 日曜日のみ運行。運賃は170円均一[7]。

- 吉川美南駅 - メディカルマイ線
  - 吉美-01：吉川美南駅東口 - 三輪野江 - 加藤 - 平方新田入口 - メディカルマイ
  - 平日朝2便は吉川美南駅東口 → 加藤間、平方新田入口 → 吉川美南駅東口間の区間便となる。

- 吉川美南駅 - 吉川駅線
  - 吉美-02：吉川美南駅東口 - 三輪野江 - 加藤上 - 鹿見塚 - なまずの里公園 - 南中学校前 - 中央公民館入口 - 吉川駅北口
- 吉川美南駅 - 北谷小学校南線
  - 吉美-03：北谷小学校南 → 吉川美南駅東口
  - 吉川美南駅東口行き休日1本のみ運行。運賃は170円均一。
- 吉川美南駅 - 吉川市役所線
  - 市-01：吉川美南駅東口 - 北谷小学校入口 - 木売新田南 - なまずの里公園南 - 中井（JA前） - 吉川市役所
  - 平日の日中4往復のみ運行。

### 廃止路線
- 三郷線
  - 三-01：三郷駅南口 - 三郷中央駅 - ピアラシティ - 新三郷駅西口
  - TX-01：三郷中央駅 - ピアラシティ
    - 2019年12月31日をもって廃止[4]。埼玉観光株式会社が[8]が2020年1月4日より[9]運行している。

- 蒲生線（蒲生駅 - 新越谷駅線）
  - 南-02：蒲生駅西口 - 七左一丁目 - 新越谷駅西口
    - 三郷線とともに2019年12月31日をもって廃止[4]。

三郷線・蒲生線の廃止理由について、関東運輸局への廃止届で、会社側は以下のように述べている。
1. 三郷線では、ピアラシティ付近の渋滞により遅延が常態化し、運転手の休憩時間が削られているが、慢性的な人手不足により増員が不可能なこと[3]。
2. 蒲生線では乗客数が少なく、自治体（越谷市）からの補助金もないため赤字路線となっていること、新型車両に更新する費用が捻出できないこと[3]。

## 特定輸送
いずれも特定バスのため、一般客の乗車はできない。
- 南越谷駅 - 流通団地線
  - 南越谷駅を起点とし、流通団地の周辺を循環するルートで運行されていた特定バス。協同組合越谷卸センターから委託されて運行し、主に組合員が通勤に利用していた。
  - 2005年10月より担当していたが、人員整理のため[要説明]2018年3月末で廃止。同年4月から大和観光自動車が運行している。

- 朝日プラザガーデンシティ新越谷線 
  - 南越谷駅南口（新越谷駅東口）と、1989年に落成した越谷市川柳町にあるマンション「朝日プラザガーデンシティ新越谷」を結ぶシャトルバス。

- わらべや線
  - わらべや日洋株式会社（わらべや日洋ホールディングスの子会社）の従業員送迎バス。
  - 吉川駅南口と越谷駅西口、わらべや日洋吉川工場を結ぶ特定バス。2005年から委託されている。
  - 西浦和駅と中浦和駅から、わらべや日洋浦和工場を結ぶ特定バスも運行している。

- 県南卸売団地線
  - 東武野田線（東武アーバンパークライン）七里駅から、埼玉県南卸売団地協同組合へ組合員を輸送する特定バス。
  - 七里駅のバスのりばは、国際興業バス「七里駅入口」停留所と同じ位置にある。

- 企業送迎
  - 昭和図書株式会社（一ツ橋グループの物流会社）
  - 梶原工業株式会社東京工場（所在地は埼玉県越谷市）

- 病院送迎
  - 埼玉みさと総合リハビリテーション病院（中央医科グループ）
  - 永井マザーズホスピタル（医療法人泰誠会）

- スポーツ施設送迎
  - KOSHIGAYA GOLF CLUB

## 車両
路線車は小型車、マイクロバスを使用する。

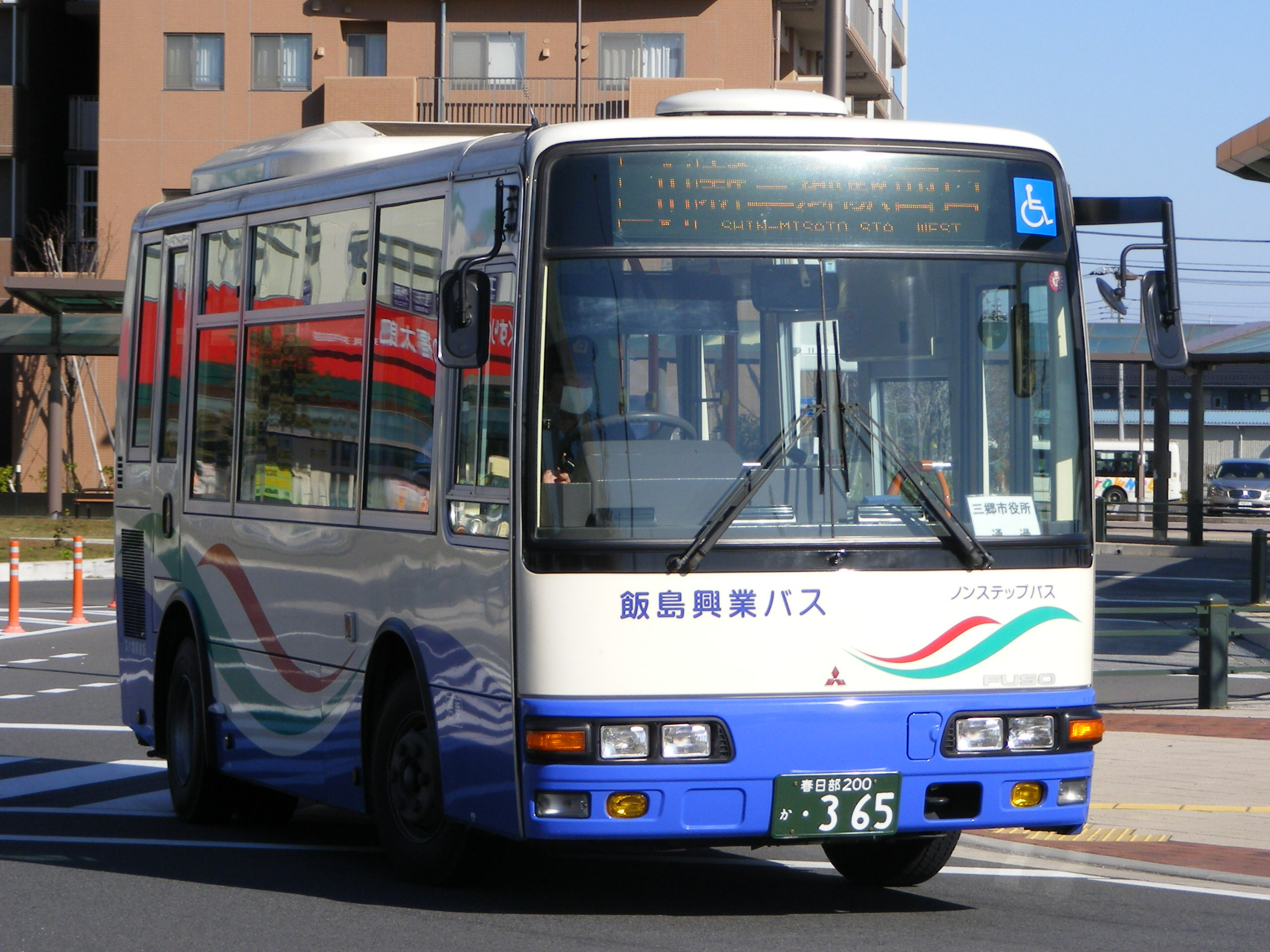
飯島興業時代の車両

飯島興業から移籍した車両は、カラーリングも飯島興業時代から引き継ぎ、社名表記のみ変えて使用していた。その後、空色に惑星のマークを描いたグローバル交通オリジナルカラーが採用された。
吉川美南線（吉美-01・吉美-02系統）は、吉川市の補助金を受けて運行しており、専用車両2台は吉川市が購入したもので、車両修繕費も補助される。
- 三菱ふそう・エアロミディMJ（貸切仕様）- 飯島興業からの移籍車
- 三菱ふそう・エアロミディME - 飯島興業からの移籍車
- 日野・リエッセ（ステップリフトバス）
- 日野・ポンチョ（2ドアロングボディ）
- 三菱ふそう・ローザ（路線仕様）- 吉川美南線専用車

特定車は契約先に応じ、大型車、中型車、マイクロバスなどが使用される。
貸切車はエアロミディMJなど、三菱ふそう製の車両が使用されていた。

## 三郷市の路線バス網
三郷市ではコミュニティバスを運行しておらず、行政が主導して立案した『三郷市地域公共交通網形成計画』により市内の路線バス網を整備し、市内の民間バス事業者6社により路線バスが運行されている。2005年のつくばエクスプレス開業などをふまえて「三郷方式」といえる独自の方式によりバス路線の再編が行われた。
バス事業の規制緩和による貸切バス事業者の参入や新規事業者の設立により、既存事業者に加えて規制緩和後に参入した新規事業者も含め、各社で分担して計画的に市内の路線網が形成された結果、市内ほぼ全域に路線バスが運行されるに至った。
- 既存事業者：東武バスセントラル、京成バス、京成タウンバス[14]
- 新規事業者：マイスカイ交通、メートー観光、埼玉観光[14]

グローバル交通も同時期に乗合バス事業に参入し、かつてはこの中に含まれていたが、三郷線からの撤退によりこの枠組から外れ、代わって乗合バス事業に参入した埼玉観光（2016年設立）が含まれることとなった。